# Rocher de Mutzig
Der Rocher de Mutzig (deutsch Mutzigfels, patois Prancey) ist ein 1009 m (nach anderen Angaben 1010 m) hoher Berg in den Vogesen im Elsass, Frankreich. Er liegt etwa 8 km nördlich von Schirmeck. 
Der Rocher de Mutzig ist neben dem bekannteren Donon, der ebenfalls 1009 m hoch ist, der höchste Gipfel der nördlichen Vogesen. Das aus Buntsandstein aufgebaute Bergmassiv trennt das Breuschtal im Süden vom Haseltal im Norden. Nebengipfel sind im Westen der Narion (999 m), der Noll (990 m) und der auf lothringischem Gebiet liegende Grossmann (986 m). Östlich ist dem Rocher de Mutzig der Katzenberg (903 m) vorgelagert, auf dem Reste einer Burganlage aus dem 13. Jahrhundert erhalten sind. Im Sattel zwischen beiden Bergen steht die Porte de Pierre (Türgestell), ein in Form eines Doppeltors verwitterter Sandsteinfels. Im Süden springt der Doppelgipfel des Vorderen und Hinteren Langenbergs (La Grande Côte, 831 und 830 m) ins Breuschtal vor; auf dem Vorderen Langenberg befindet sich eine prähistorische, von einem Ringwall umgebene Kultstätte mit mehreren Menhiren, bekannt als Jardin des Fées (Feengarten).
Seit den Waldschäden durch den Orkan Lothar im Jahr 1999 besteht vom zerklüfteten Gipfelplateau des Mutzigfelsen eine Aussicht über die Vogesen und das Breuschtal. Der Berg kann von Urmatt, Lutzelhouse, Oberhaslach und vom Donon aus (auf dem GR-Fernwanderweg 53) erwandert werden.